# 애스턴 마틴 DB12
애스턴 마틴 DB12(영어: Aston Martin DB12)는 애스턴 마틴에서 2023년부터 생산 중인 GT카이다.

## 변형 차종

### DB12 볼란테

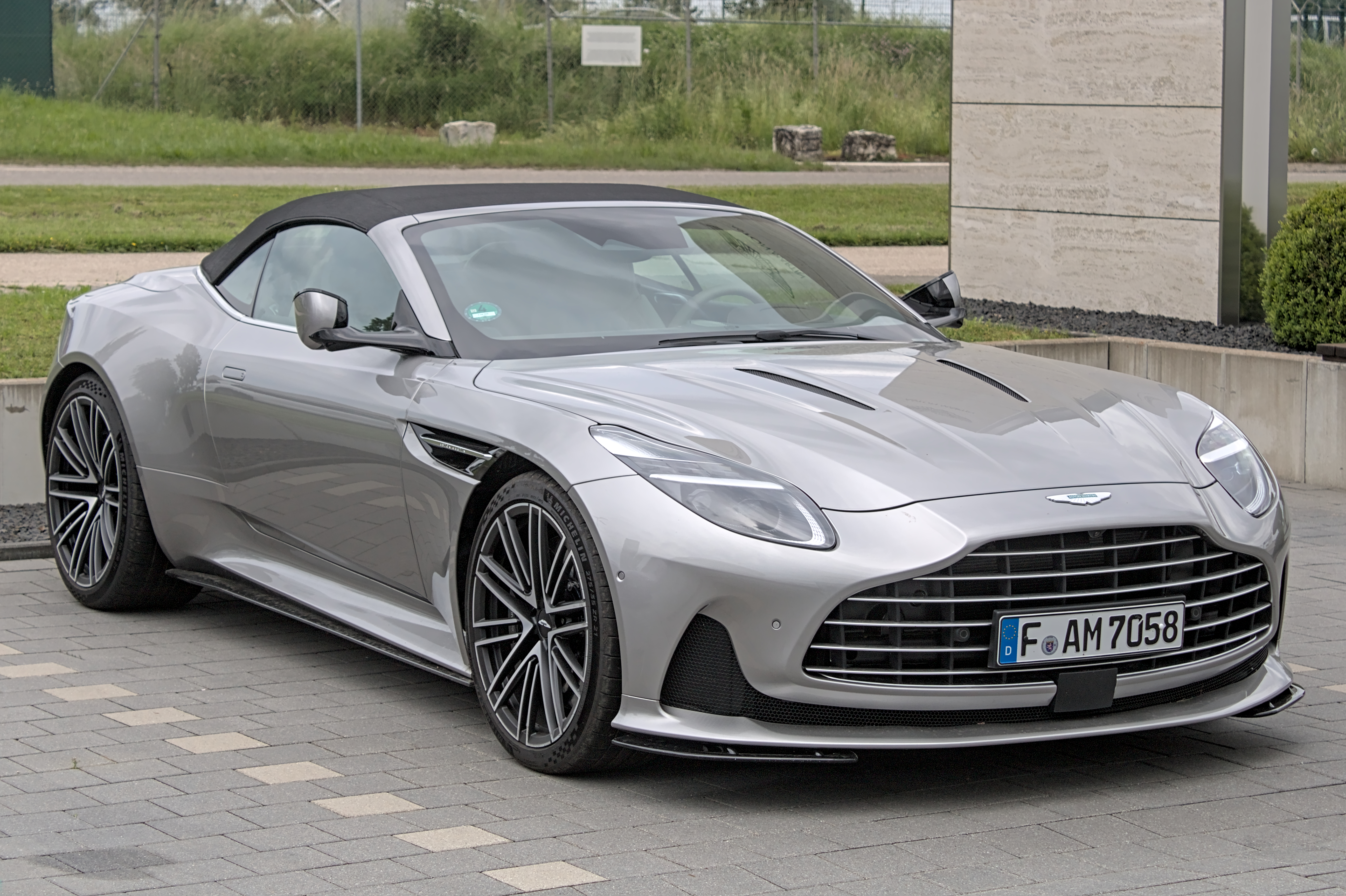
DB12 Volante

2023년 8월 14일에 공개되었다.볼란테의 루프는 8겹의 패브릭 탑으로 되어 있으며, 14초만에 열리고 16초만에 닫힌다. 이는 최대 31 mph (50 km/h)의 속도에서도 가능하다. 또한 선행차량인 DB11 볼란테보다 비틀림 강성이 5% 더 높아졌다.